# Deutsche Kapelle (Dobratsch)

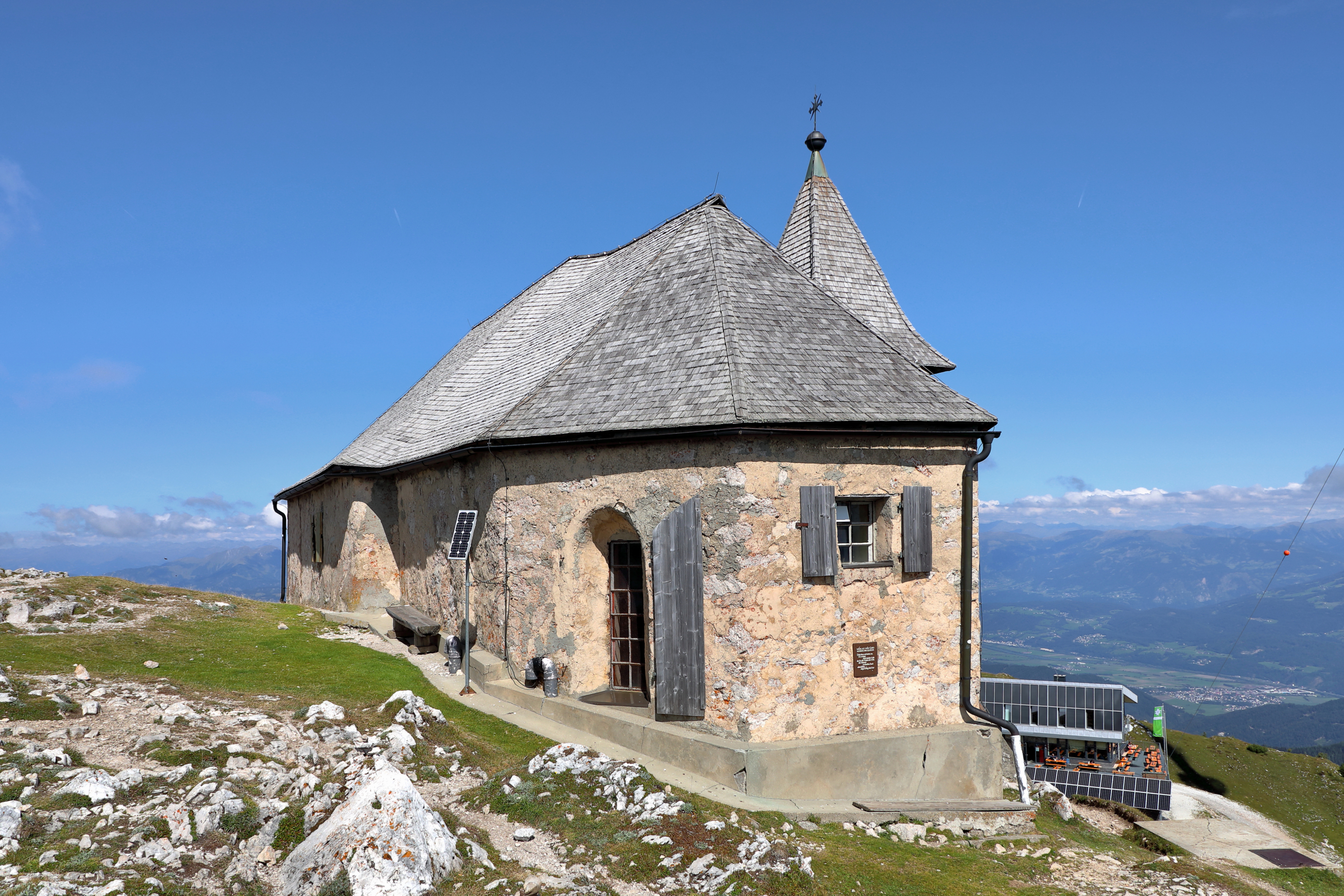
Deutsche Kapelle

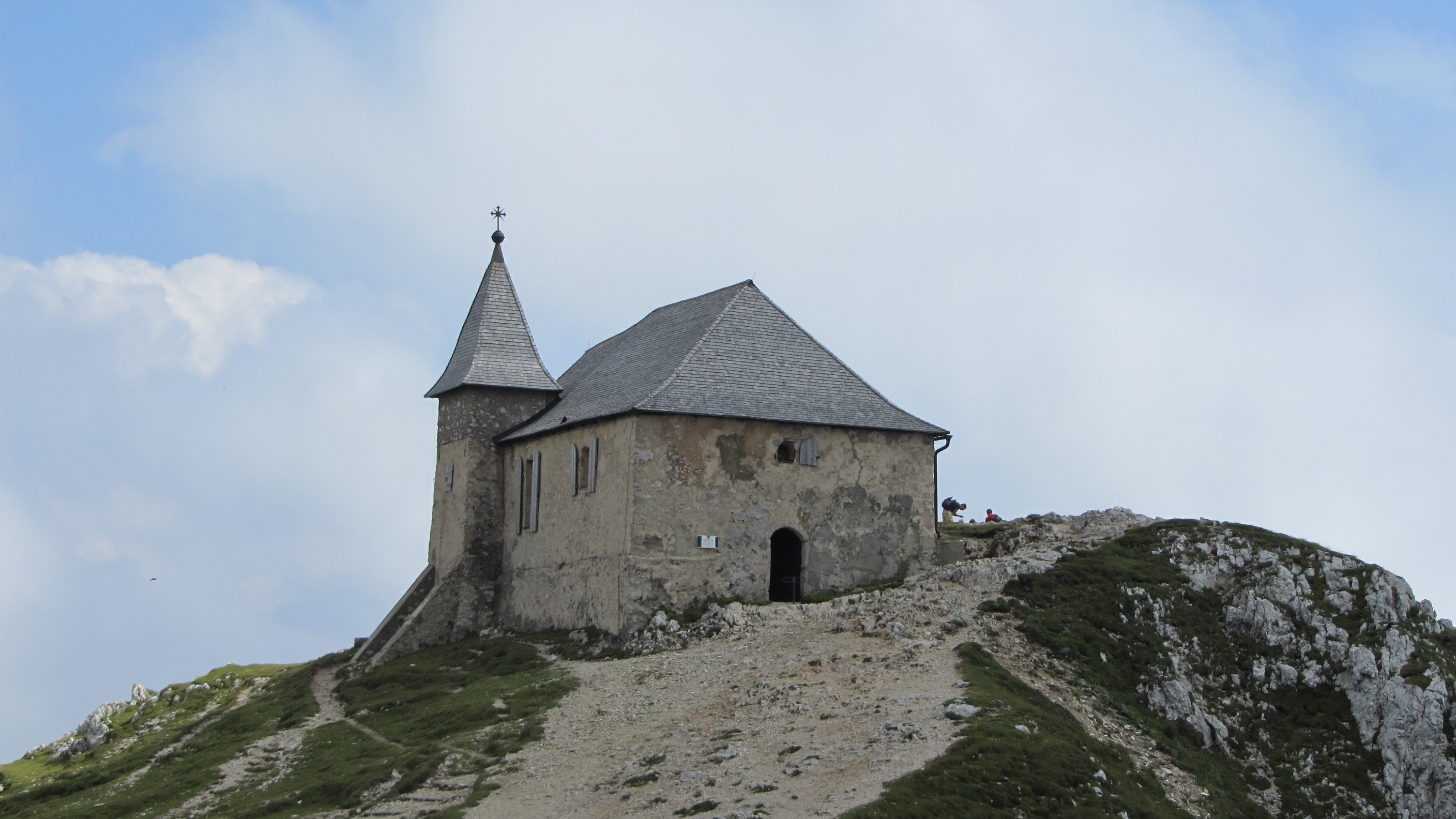
Blick auf den Eingang

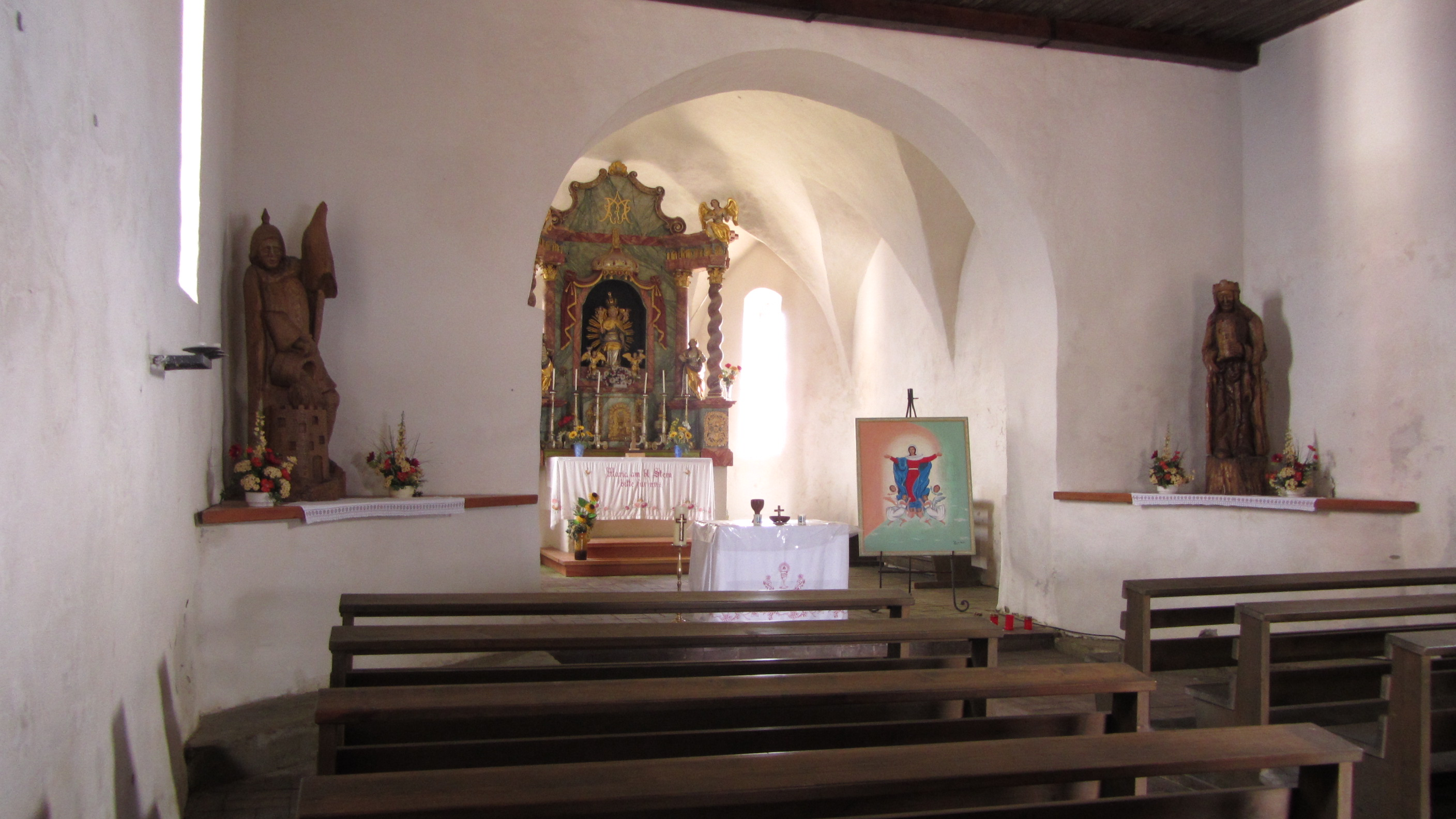
Innenraum der Kapelle

Die Deutsche Kapelle steht in 2159 m Höhe am Dobratsch in der Gemeinde Bad Bleiberg und ist auf Maria am heiligen Stein geweiht. Sie ist eine Filialkirche der römisch-katholischen Pfarre Bad Bleiberg. Der Name „Deutsche Kapelle“ wird zur Unterscheidung von der Windischen Kapelle, der zweiten Bergkirche am Dobratsch, verwendet.
Der Legende nach ging dem Bau der Kirche eine Marienerscheinung voraus. Maria soll einem Bleiberger Gewerken oder einem in Not geratenen Hirten auf einem Stein sitzend erschienen sein. Erbauer der ersten, am 15. August 1693 geweihten Kapelle sind daher entweder Bleiberger Gewerke oder Knappen aus Bleiberg-Kreuth und die Bauern aus den Villacher Oberdörfern.
1731 wurde die ursprüngliche Holzkapelle durch eine gemauerte ersetzt, die erst 1853 geweiht wurde.
Der einfache, kleine Bau setzt sich aus einem Langhaus mit Flachdecke und einem tonnengewölbten Chor mit 5/8-Schluss zusammen. Im nördlichen Chorwinkel steht ein kleiner Turm mit Schindel gedecktem Pyramidendach.
Der mit „1690“ und „1855“ bezeichnete Altar wurde 1992 restauriert.